# La Liga de 2018–19
A La Liga de 2018–19 (conhecida como La Liga Santander por razões de patrocínio) é a 88ª edição da La Liga. A temporada começa em 17 de agosto de 2018 e termina em 19 de maio de 2019. O calendário oficial foi anunciado em 24 de julho de 2018. Nesta temporada, o VAR (Árbitro assistente de vídeo) será usado pela primeira vez.
O Barcelona entra como o atual campeão. Huesca, Rayo Vallecano e Real Valladolid juntam-se como os clubes promovidos da Segunda Divisão Espanhola de 2017–18. Eles substituem o Málaga, Las Palmas e Deportivo La Coruña que foram rebaixados para a Segunda Divisão Espanhola de 2018–19.
O Barcelona foi o campeão espanhol com 3 rodadas de antecedência, ganhando seu 26° título, pelo 2° ano seguido, sendo bicampeão. Nos últimos 11 anos, desde a edição de 2008–09 até está edição, Barça havia ganhado 8 dos 11 campeonatos disputados.
Pela primeira vez na história da Primeira Divisão, a Comunidade de Madrid contará com cinco representantes na temporada, graças à promoção direta do Rayo Vallecano, que junta-se a Real Madrid, Atlético de Madrid, Leganés e Getafe. Situação essa, superada apenas por Londres, a nível europeu.
Esta temporada marca a estreia do Huesca na Primeira Divisão, sendo o terceiro ano consecutivo em que uma equipe estreia na divisão principal. Antes, teve a estreia do Girona, na temporada 2017–18, e a do Leganés, na temporada 2016–17. Além disso, a Província de Huesca recebe pela primeira vez jogos da Primeira Divisão, sendo a trigésima oitava província a conseguir o feito e a segunda estreia consecutiva de uma província espanhola. Na temporada passada, a Província de Gerona também estreava.

## Regulamento
Os 20 clubes se enfrentarão em jogos de ida e volta no sistema de pontos corridos. O clube que somar o maior número de pontos será declarado campeão.
Além do campeão, o 2º, 3º e 4º colocados terão vagas na UEFA Champions League. Já o 5º colocado terá vaga na UEFA Europa League, enquanto o 6º colocado disputará a preliminar.
Por outro lado, os três piores clubes da La Liga serão rebaixados à Segunda Divisão Espanhola.

### Critérios de desempate
Em caso de empate entre dois clubes, os critérios serão:
1. Confronto direto
2. Saldo de gols
3. Gols marcados.

Mas se o empate envolver três ou mais clubes, os critérios de desempate serão:
1. Confronto direto entre as equipes envolvidas
2. Saldo de gols apenas nos jogos entre as equipes envolvidas
3. Saldo de gols no campeonato
4. Gols marcados no campeonato
5. Clube com melhor fair play.[15]

## Promovidos e rebaixados
| Pos. | Rebaixados da 1.ª Divisão |
| ---- | ------------------------- |
| 18°  | Deportivo La Coruña       |
| 19°  | Las Palmas                |
| 20°  | Málaga                    |

| Pos. | Promovidos da La Liga 1\|2\|3 |
| ---- | ----------------------------- |
| 1º   | Rayo Vallecano                |
| 2º   | Huesca                        |
| 5º   | Valladolid (play-offs)        |

## Participantes
Atlético Madrid

Getafe

Leganés

Rayo Vallecano

Real Madrid
| № | Comunidade autônoma   | Equipes                                                           |
| - | --------------------- | ----------------------------------------------------------------- |
| 5 | Comunidade de Madrid  | Atlético de Madrid, Getafe, Leganés, Rayo Vallecano e Real Madrid |
| 4 | País Basco            | Athletic Bilbao, Alavés, Eibar e Real Sociedad                    |
| 3 | Catalunha             | Barcelona, Espanyol e Girona                                      |
| 3 | Comunidade Valenciana | Levante, Valencia e Villarreal                                    |
| 2 | Andaluzia             | Betis e Sevilla                                                   |
| 1 | Aragão                | Huesca                                                            |
| 1 | Castela e Leão        | Real Valladolid                                                   |
| 1 | Galiza                | Celta de Vigo                                                     |

| Equipe             | Cidade        | Treinador           | Estádio (mando)           | Capacidade | Títulos        | Material Esportivo |
| ------------------ | ------------- | ------------------- | ------------------------- | ---------- | -------------- | ------------------ |
| Alavés             | Vitoria       | Abelardo            | Mendizorroza              | 19.840     | 0 (não possui) | Kelme              |
| Athletic Bilbao    | Bilbau        | Gaizka Garitano     | San Mamés                 | 53.289     | 8              | New Balance        |
| Atlético de Madrid | Madrid        | Diego Simeone       | Wanda Metropolitano       | 73.729     | 10             | Nike               |
| Barcelona          | Barcelona     | Ernesto Valverde    | Camp Nou                  | 99.354     | 25             | Nike               |
| Betis              | Sevilha       | Quique Setién       | Benito Villamarín         | 52.500     | 1              | Kappa              |
| Celta de Vigo      | Vigo          | Fran Escribá        | Balaídos                  | 31.800     | 0 (não possui) | Adidas             |
| Eibar              | Eibar         | Mendilibar          | Ipurua                    | 6.267      | 0 (não possui) | Puma               |
| Espanyol           | Barcelona     | Rubi                | Cornellà-El Prat          | 40.500     | 0 (não possui) | Joma               |
| Getafe             | Getafe        | Pepe Bordalás       | Coliseum Alfonso Pérez    | 17.393     | 0 (não possui) | Joma               |
| Girona             | Girona        | Eusebio Sacristán   | Montilivi                 | 13.500     | 0 (não possui) | Umbro              |
| Huesca             | Huesca        | Francisco           | El Alcoraz                | 5.500      | 0 (não possui) | Bemiser            |
| Leganés            | Leganés       | Mauricio Pellegrino | Butarque                  | 11.450     | 0 (não possui) | Joma               |
| Levante            | Valência      | Paco López          | Ciutat de València        | 25.534     | 0 (não possui) | Macron             |
| Rayo Vallecano     | Madrid        | Paco Jémez          | Vallecas Campo de Futebol | 15.500     | 0 (não possui) | Kelme              |
| Real Madrid        | Madrid        | Zinédine Zidane     | Santiago Bernabéu         | 81.044     | 33             | Adidas             |
| Real Sociedad      | San Sebastián | Imanol Alguacil     | Anoeta                    | 32.076     | 2              | Macron             |
| Real Valladolid    | Valladolid    | Sergio González     | José Zorrilla             | 26.512     | 0 (não possui) | Hummel             |
| Sevilla            | Sevilha       | Joaquín Caparrós    | Ramón Sánchez Pizjuán     | 42.714     | 1              | Nike Inc.          |
| Valencia           | Valência      | Marcelino           | Mestalla                  | 54.000     | 6              | Adidas             |
| Villarreal         | Vila-real     | Javier Calleja      | La Cerámica               | 25.000     | 0 (não possui) | Joma               |

### Mudança de treinadores
| Clube           | Antecessor        | Motivo                       | Data da vaga           | Pos           | Sucessor            | Data da nomeação       |
| --------------- | ----------------- | ---------------------------- | ---------------------- | ------------- | ------------------- | ---------------------- |
| Celta de Vigo   | Juan Carlos Unzué | Demitido                     | 21 de maio de 2018     | Pré-temporada | Antonio Mohamed     | 22 de maio de 2018     |
| Girona          | Pablo Machín      | Contratado pelo Sevilla      | 28 de maio de 2018     | Pré-temporada | Eusebio Sacristán   | 7 de junho de 2018     |
| Real Madrid     | Zinedine Zidane   | Resignado                    | 31 de maio de 2018     | Pré-temporada | Julen Lopetegui     | 12 de junho de 2018    |
| Real Sociedad   | Imanol Alguacil   | Fim de contrato              | 30 de junho de 2018    | Pré-temporada | Asier Garitano]]    | 24 de maio de 2018     |
| Huesca          | Rubi              | Fim de contrato              | 30 de junho de 2018    | Pré-temporada | Leo Franco          | 28 de maio de 2018     |
| Sevilla         | Joaquín Caparrós  | Fim do período como interino | 30 de junho de 2018    | Pré-temporada | Pablo Machín        | 28 de maio de 2018     |
| Espanyol        | David Gallego     | Fim do período como interino | 30 de junho de 2018    | Pré-temporada | Rubi                | 3 de junho de 2018     |
| Leganés         | Asier Garitano    | Resignado                    | 30 de junho de 2018    | Pré-temporada | Mauricio Pellegrino | 2 de junho de 2018     |
| Athletic Bilbao | Cuco Ziganda      | Resignado                    | 30 de junho de 2018    | Pré-temporada | Eduardo Berizzo     | 31 de maio de 2018     |
| Huesca          | Leo Franco        | Demitido                     | 9 de outubro de 2018   | 20º           | Francisco           | 10 de outubro de 2018  |
| Real Madrid     | Julen Lopetegui   | Demitido                     | 29 de outubro de 2018  | 9º            | Santiago Solari     | 29 de outubro de 2018  |
| Celta de Vigo   | Antonio Mohamed   | Demitido                     | 12 de novembro de 2018 | 14º           | Miguel Cardoso      | 12 de novembro de 2018 |
| Athletic Bilbao | Eduardo Berizzo   | Demitido                     | 4 de dezembro de 2018  | 18º           | Gaizka Garitano     | 4 de dezembro de 2018  |
| Villarreal      | Javier Calleja    | Demitido                     | 10 de dezembro de 2018 | 17º           | Luis García Plaza   | 10 de dezembro de 2018 |
| Real Sociedad   | Asier Garitano    | Demitido                     | 26 de dezembro de 2018 | 15º           | Imanol Alguacil     | 26 de dezembro de 2019 |
| Villarreal      | Luis García Plaza | Demitido                     | 29 de janeiro de 2019  | 19º           | Javier Calleja      | 29 de janeiro de 2019  |
| Celta de Vigo   | Miguel Cardoso    | Demitido                     | 3 de março de 2019     | 17º           | Fran Escribá        | 3 de março de 2019     |
| Real Madrid     | Santiago Solari   | Demitido                     | 11 de março de 2019    | 3º            | Zinédine Zidane     | 11 de março de 2019    |
| Sevilla         | Pablo Machín      | Demitido                     | 15 de março de 2019    | 6º            | Joaquín Caparrós    | 15 de março de 2019    |
| Rayo Vallecano  | Míchel            | Demitido                     | 18 de março de 2019    | 19º           | Paco Jémez          | 20 de março de 2019    |

## Classificação
Atualizado em 19 de maio de 2019.
| Pos. | Equipes            | Pts | J  | V  | E  | D  | GP | GC | SG  | Classificação ou rebaixamento                               |
| ---- | ------------------ | --- | -- | -- | -- | -- | -- | -- | --- | ----------------------------------------------------------- |
| 1    | Barcelona          | 87  | 38 | 26 | 9  | 3  | 90 | 36 | 54  | Fase de grupos da Liga dos Campeões da UEFA de 2019–20      |
| 2    | Atlético de Madrid | 76  | 38 | 22 | 10 | 6  | 55 | 29 | 26  | Fase de grupos da Liga dos Campeões da UEFA de 2019–20      |
| 3    | Real Madrid        | 68  | 38 | 21 | 5  | 12 | 63 | 46 | 17  | Fase de grupos da Liga dos Campeões da UEFA de 2019–20      |
| 4    | Valencia           | 61  | 38 | 15 | 16 | 7  | 51 | 35 | 16  | Fase de grupos da Liga dos Campeões da UEFA de 2019–20      |
| 5    | Getafe             | 59  | 38 | 15 | 14 | 9  | 48 | 35 | 13  | Liga Europa da UEFA de 2019–20                              |
| 6    | Sevilla            | 59  | 38 | 17 | 8  | 13 | 62 | 47 | 1   | Liga Europa da UEFA de 2019–20                              |
| 7    | Espanyol           | 53  | 38 | 14 | 11 | 13 | 48 | 50 | –2  | Segunda pré-eliminatória da Liga Europa da UEFA de 2019–20  |
| 8    | Athletic Bilbao    | 53  | 38 | 13 | 14 | 11 | 41 | 45 | –4  |                                                             |
| 9    | Real Sociedad      | 50  | 38 | 13 | 11 | 14 | 45 | 46 | –1  |                                                             |
| 10   | Betis              | 50  | 38 | 14 | 8  | 16 | 44 | 52 | –8  |                                                             |
| 11   | Alavés             | 50  | 38 | 13 | 11 | 14 | 39 | 50 | –11 |                                                             |
| 12   | Eibar              | 47  | 38 | 11 | 14 | 13 | 46 | 50 | –4  |                                                             |
| 13   | Leganés            | 45  | 38 | 11 | 12 | 15 | 37 | 43 | –6  |                                                             |
| 14   | Villarreal         | 44  | 38 | 10 | 14 | 14 | 49 | 52 | –3  |                                                             |
| 15   | Levante            | 44  | 38 | 11 | 11 | 16 | 59 | 66 | –7  |                                                             |
| 16   | Valladolid         | 41  | 38 | 10 | 11 | 17 | 32 | 51 | –19 |                                                             |
| 17   | Celta de Vigo      | 41  | 38 | 10 | 11 | 17 | 53 | 62 | –9  |                                                             |
| 18   | Girona             | 37  | 38 | 9  | 10 | 19 | 37 | 53 | –16 | Zona de rebaixamento à Segunda Divisão Espanhola de 2019–20 |
| 19   | Huesca             | 33  | 38 | 7  | 12 | 19 | 43 | 65 | –22 | Zona de rebaixamento à Segunda Divisão Espanhola de 2019–20 |
| 20   | Rayo Vallecano     | 32  | 38 | 8  | 8  | 22 | 41 | 70 | –29 | Zona de rebaixamento à Segunda Divisão Espanhola de 2019–20 |

- a ^  O vencedor da Copa do Rei 2018-19 irá ganhar uma vaga direto na fase de grupos da Liga Europa. Porém, como ambos os finalistas (Barcelona e Valencia), já estão garantidos na fase de grupos da Liga dos Campeões, a vaga na fase de grupos será repassada ao 6º colocado, e o 7º será qualificado para a segunda pré-eliminatória.

## Confrontos
|                    | ALA | ATH | ATM | BAR | BET | CEL | EIB | ESP | GET | GIR | HUE | LEG | LEV | RAY | RMA | RSO | RVA | SEV | VCF | VIL |
| ------------------ | --- | --- | --- | --- | --- | --- | --- | --- | --- | --- | --- | --- | --- | --- | --- | --- | --- | --- | --- | --- |
| Alavés             | —   | 0–0 | 0–4 | 0–2 | 0–0 | 0–0 | 1–1 | 2–1 | 1–1 | 2–1 | 2–1 | 1–1 | 2–0 | 0–1 | 1–0 | 0–1 | 2–2 | 1–1 | 2–1 | 2–1 |
| Athletic Bilbao    | 1–1 | —   | 2–0 | 0–0 | 1–0 | 3–1 | 1–0 | 1–1 | 1–1 | 1–0 | 2–2 | 2–1 | 3–2 | 3–2 | 1–1 | 1–3 | 1–1 | 2–0 | 0–0 | 0–3 |
| Atlético de Madrid | 3–0 | 3–2 | —   | 1–1 | 1–0 | 2–0 | 1–1 | 1–0 | 2–0 | 2–0 | 3–0 | 1–0 | 1–0 | 1–0 | 1–3 | 2–0 | 1–0 | 1–1 | 3–2 | 2–0 |
| Barcelona          | 3–0 | 1–1 | 2–0 | —   | 3–4 | 2–0 | 3–0 | 2–0 | 2–0 | 2–2 | 8–2 | 3–1 | 1–0 | 3–1 | 5–1 | 2–1 | 1–0 | 4–2 | 2–2 | 2–0 |
| Betis              | 1–1 | 2–2 | 1–0 | 1–4 | —   | 3–3 | 1–1 | 1–1 | 1–2 | 3–2 | 2–1 | 1–0 | 0–3 | 2–0 | 1–2 | 1–0 | 0–1 | 1–0 | 1–2 | 2–1 |
| Celta de Vigo      | 0–1 | 1–2 | 2–0 | 2–0 | 0–1 | —   | 4–0 | 1–1 | 1–1 | 2–1 | 2–0 | 0–0 | 1–4 | 2–2 | 2–4 | 3–1 | 3–3 | 1–0 | 1–2 | 3–2 |
| Eibar              | 2–1 | 1–1 | 0–1 | 2–2 | 1–0 | 1–0 | —   | 3–0 | 2–2 | 3–0 | 1–2 | 1–0 | 4–4 | 2–1 | 3–0 | 2–1 | 1–2 | 1–3 | 1–1 | 0–0 |
| Espanyol           | 2–1 | 1–0 | 3–0 | 0–4 | 1–3 | 1–1 | 1–0 | —   | 1–1 | 1–3 | 1–1 | 1–0 | 1–0 | 2–1 | 2–4 | 2–0 | 3–1 | 0–1 | 2–0 | 3–1 |
| Getafe             | 4–0 | 1–0 | 0–2 | 1–2 | 2–0 | 3–1 | 2–0 | 3–0 | —   | 2–0 | 2–1 | 0–2 | 0–1 | 2–1 | 0–0 | 1–0 | 0–0 | 3–0 | 0–1 | 2–2 |
| Girona             | 2–1 | 1–2 | 1–1 | 0–2 | 0–1 | 3–2 | 2–3 | 1–2 | 1–1 | —   | 0–2 | 0–0 | 1–2 | 2–1 | 1–4 | 0–0 | 0–0 | 1–0 | 2–3 | 0–1 |
| Huesca             | 1–3 | 0–1 | 0–3 | 0–0 | 2–1 | 3–3 | 2–0 | 0–2 | 1–1 | 1–1 | —   | 2–1 | 2–2 | 0–1 | 0–1 | 0–1 | 4–0 | 2–1 | 2–6 | 2–2 |
| Leganés            | 1–0 | 0–1 | 1–1 | 2–1 | 3–0 | 0–0 | 2–2 | 0–2 | 1–1 | 1–1 | 1–0 | —   | 1–0 | 1–0 | 1–1 | 2–2 | 1–0 | 1–1 | 1–1 | 0–1 |
| Levante            | 2–1 | 3–0 | 2–2 | 0–5 | 4–0 | 1–2 | 2–2 | 2–2 | 0–0 | 2–2 | 2–2 | 2–0 | —   | 4–1 | 1–2 | 1–3 | 2–0 | 2–6 | 2–2 | 0–2 |
| Rayo Vallecano     | 1–5 | 1–1 | 0–1 | 2–3 | 1–1 | 4–2 | 1–0 | 2–2 | 1–2 | 0–2 | 0–0 | 1–2 | 2–1 | —   | 1–0 | 1–1 | 1–2 | 1–4 | 2–0 | 2–2 |
| Real Madrid        | 3–0 | 3–0 | 0–0 | 0–1 | 0–2 | 2–0 | 2–1 | 1–0 | 2–0 | 1–2 | 3–2 | 4–1 | 1–2 | 1–0 | —   | 0–2 | 2–0 | 2–0 | 2–0 | 3–2 |
| Real Sociedad      | 0–1 | 2–1 | 0–2 | 1–2 | 2–1 | 2–1 | 1–1 | 3–2 | 2–1 | 0–0 | 0–0 | 3–0 | 1–1 | 2–2 | 3–1 | —   | 1–2 | 0–0 | 0–1 | 0–1 |
| Real Valladolid    | 0–1 | 1–0 | 2–3 | 0–1 | 0–2 | 2–1 | 0–0 | 1–1 | 2–2 | 1–0 | 1–0 | 2–4 | 2–1 | 0–1 | 1–4 | 1–1 | —   | 0–2 | 0–2 | 0–0 |
| Sevilla            | 2–0 | 2–0 | 1–1 | 2–4 | 3–2 | 2–1 | 2–2 | 2–1 | 0–2 | 2–0 | 2–1 | 0–3 | 5–0 | 5–0 | 3–0 | 5–2 | 1–0 | —   | 0–1 | 0–0 |
| Valencia           | 3–1 | 2–0 | 1–1 | 1–1 | 0–0 | 1–1 | 0–1 | 0–0 | 0–0 | 0–1 | 2–1 | 1–1 | 3–1 | 3–0 | 2–1 | 0–0 | 1–1 | 1–1 | —   | 3–0 |
| Villarreal         | 1–2 | 1–1 | 1–1 | 4–4 | 2–1 | 2–3 | 1–0 | 2–2 | 1–2 | 0–1 | 1–1 | 2–1 | 1–1 | 3–1 | 2–2 | 1–2 | 0–1 | 3–0 | 0–0 | —   |

| Vitória do mandante; Vitória do visitante; Empate. | Em negrito os jogos "clássicos". |

## Desempenho por rodada
Clubes que lideraram o campeonato ao final de cada rodada:
| Rodadas | Rodadas | Rodadas | Rodadas | Rodadas | Rodadas | Rodadas | Rodadas | Rodadas | Rodadas | Rodadas | Rodadas | Rodadas | Rodadas | Rodadas | Rodadas | Rodadas | Rodadas | Rodadas | Rodadas | Rodadas | Rodadas | Rodadas | Rodadas | Rodadas | Rodadas | Rodadas | Rodadas | Rodadas | Rodadas | Rodadas | Rodadas | Rodadas | Rodadas | Rodadas | Rodadas | Rodadas | Rodadas |
| ------- | ------- | ------- | ------- | ------- | ------- | ------- | ------- | ------- | ------- | ------- | ------- | ------- | ------- | ------- | ------- | ------- | ------- | ------- | ------- | ------- | ------- | ------- | ------- | ------- | ------- | ------- | ------- | ------- | ------- | ------- | ------- | ------- | ------- | ------- | ------- | ------- | ------- |
| 1       | 2       | 3       | 4       | 5       | 6       | 7       | 8       | 9       | 10      | 11      | 12      | 13      | 14      | 15      | 16      | 17      | 18      | 19      | 20      | 21      | 22      | 23      | 24      | 25      | 26      | 27      | 28      | 29      | 30      | 31      | 32      | 33      | 34      | 35      | 36      | 37      | 38      |
| SEV     | RMA     | BAR     | BAR     | BAR     | BAR     | BAR     | SEV     | BAR     | BAR     | BAR     | BAR     | SEV     | BAR     | BAR     | BAR     | BAR     | BAR     | BAR     | BAR     | BAR     | BAR     | BAR     | BAR     | BAR     | BAR     | BAR     | BAR     | BAR     | BAR     | BAR     | BAR     | BAR     | BAR     | BAR     | BAR     | BAR     | BAR     |

Clubes que ficaram na última posição do campeonato ao final de cada rodada:
| Rodadas | Rodadas | Rodadas | Rodadas | Rodadas | Rodadas | Rodadas | Rodadas | Rodadas | Rodadas | Rodadas | Rodadas | Rodadas | Rodadas | Rodadas | Rodadas | Rodadas | Rodadas | Rodadas | Rodadas | Rodadas | Rodadas | Rodadas | Rodadas | Rodadas | Rodadas | Rodadas | Rodadas | Rodadas | Rodadas | Rodadas | Rodadas | Rodadas | Rodadas | Rodadas | Rodadas | Rodadas | Rodadas |
| ------- | ------- | ------- | ------- | ------- | ------- | ------- | ------- | ------- | ------- | ------- | ------- | ------- | ------- | ------- | ------- | ------- | ------- | ------- | ------- | ------- | ------- | ------- | ------- | ------- | ------- | ------- | ------- | ------- | ------- | ------- | ------- | ------- | ------- | ------- | ------- | ------- | ------- |
| 1       | 2       | 3       | 4       | 5       | 6       | 7       | 8       | 9       | 10      | 11      | 12      | 13      | 14      | 15      | 16      | 17      | 18      | 19      | 20      | 21      | 22      | 23      | 24      | 25      | 26      | 27      | 28      | 29      | 30      | 31      | 32      | 33      | 34      | 35      | 36      | 37      | 38      |
| BET     | RAY     | RAY     | LEG     | LEG     | HUE     | LEG     | HUE     | HUE     | HUE     | HUE     | HUE     | HUE     | HUE     | HUE     | HUE     | HUE     | HUE     | HUE     | HUE     | HUE     | HUE     | HUE     | HUE     | HUE     | HUE     | HUE     | HUE     | HUE     | HUE     | HUE     | HUE     | HUE     | RAY     | HUE     | HUE     | HUE     | RAY     |

## Estatísticas
| Pos. | Jogador           | Equipe             | Gols |
| ---- | ----------------- | ------------------ | ---- |
| 1    | Lionel Messi      | Barcelona          | 36   |
| 2    | Karim Benzema     | Real Madrid        | 21   |
| 2    | Luis Suárez       | Barcelona          | 21   |
| 4    | Cristhian Stuani  | Girona             | 19   |
| 5    | Iago Aspas        | Celta de Vigo      | 18   |
| 6    | Wissam Ben Yedder | Sevilla            | 17   |
| 6    | Borja Iglesias    | Espanyol           | 17   |
| 8    | Antoine Griezmann | Atlético de Madrid | 15   |
| 9    | Raúl de Tomás     | Rayo Vallecano     | 14   |
| 9    | Charles Dias      | Eibar              | 14   |
| 9    | Jaime Mata        | Getafe             | 14   |
| 9    | Jorge Molina      | Getafe             | 14   |

| Pos. | Jogador           | Equipe             | Assists. |
| ---- | ----------------- | ------------------ | -------- |
| 1    | Lionel Messi      | Barcelona          | 13       |
| 1    | Pablo Sarabia     | Sevilla            | 13       |
| 3    | Santi Cazorla     | Villarreal         | 10       |
| 3    | Jony              | Alavés             | 10       |
| 4    | José Campaña      | Levante            | 9        |
| 4    | Antoine Griezmann | Atlético de Madrid | 9        |
| 6    | Jordi Alba        | Barcelona          | 8        |
| 6    | Wissam Ben Yedder | Sevilla            | 8        |
| 9    | Brais Méndez      | Celta de Vigo      | 7        |
| 9    | Sergi Roberto     | Barcelona          | 7        |

### Hat-tricks
Atualizado em 18 de maio de 2019
| Jogador           | Para           | Contra          | Resultado | Data                    | Ref.   |
| ----------------- | -------------- | --------------- | --------- | ----------------------- | ------ |
| André Silva       | Sevilla        | Rayo Vallecano  | 4–1       | 19 de agosto de 2018    | [ 50 ] |
| Wissam Ben Yedder | Sevilla        | Levante         | 6–2       | 23 de setembro de 2018  | [ 51 ] |
| Iago Aspas        | Celta de Vigo  | Eibar           | 4–0       | 27 de outubro de 2018   | [ 52 ] |
| Luis Suárez       | Barcelona      | Real Madrid     | 5–1       | 28 de outubro de 2018   | [ 53 ] |
| Lionel Messi      | Barcelona      | Levante         | 5–0       | 16 de dezembro de 2018  | [ 54 ] |
| Raúl de Tomás     | Rayo Vallecano | Celta de Vigo   | 4–2       | 11 de janeiro de 2019   | [ 55 ] |
| Youssef En-Nesyri | Leganés        | Betis           | 3–0       | 10 de fevereiro de 2019 | [ 56 ] |
| Lionel Messi      | Barcelona      | Sevilla         | 4–2       | 23 de fevereiro de 2019 | [ 57 ] |
| Wissam Ben Yedder | Sevilla        | Real Sociedad   | 5–2       | 10 de março de 2019     | [ 58 ] |
| Lionel Messi      | Barcelona      | Betis           | 4–1       | 17 de março de 2019     | [ 59 ] |
| Karim Benzema     | Real Madrid    | Athletic Bilbao | 3–0       | 21 de abril de 2019     | [ 60 ] |

## Prêmios

### Troféu Zamora
Atualizado em 12 de maio de 2019 
O Troféu Zamora é um prêmio entregue ao final de cada temporada da La Liga pelo jornal espanhol Marca ao goleiro com menos gols sofridos no campeonato.
| Pos. | Jogador               | Equipe             | GC | Jogos | Média |
| ---- | --------------------- | ------------------ | -- | ----- | ----- |
| 1º   | Jan Oblak             | Atlético de Madrid | 27 | 37    | 0.73  |
| 2º   | Marc-André ter Stegen | Barcelona          | 32 | 35    | 0.91  |
| 3º   | David Soria           | Getafe             | 34 | 37    | 0.92  |
| 4º   | Neto                  | Valencia           | 34 | 34    | 1     |
| 5º   | Iago Herrerín         | Athletic Bilbao    | 32 | 31    | 1.03  |

### Jogador do mês
| Mês       | Jogador           | Equipe             | Ref.   |
| --------- | ----------------- | ------------------ | ------ |
| Setembro  | Lionel Messi      | Barcelona          | [ 62 ] |
| Outubro   | Luis Suárez       | Barcelona          | [ 63 ] |
| Novembro  | Tomáš Vaclík      | Sevilla            | [ 64 ] |
| Dezembro  | Antoine Griezmann | Atlético de Madrid | [ 65 ] |
| Janeiro   | Iñaki Williams    | Athletic Bilbao    | [ 66 ] |
| Fevereiro | Jaime Mata        | Getafe             | [ 67 ] |
| Março     | Lionel Messi      | Barcelona          | [ 68 ] |
| Abril     | Iago Aspas        | Celta de Vigo      |        |